# Zona Desmilitarizada do Vietnã

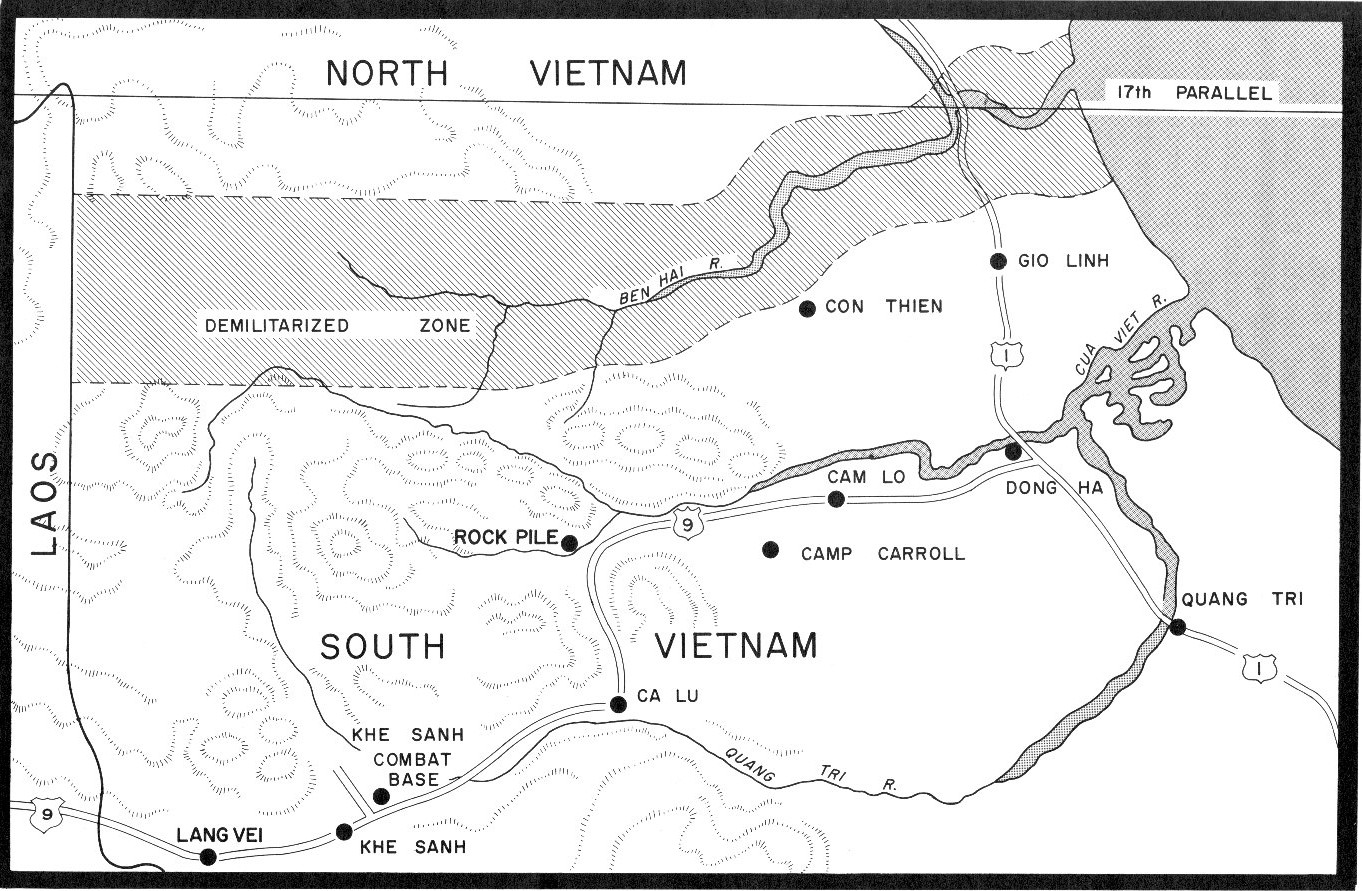
Mapa da Zona Desmilitarizada, em cinza.

Zona Desmilitarizada do Vietname foi uma linha divisória estabelecida entre o Vietname do Norte e o Vietname do Sul, após a Primeira Guerra da Indochina, em 1954. Durante a Segunda Guerra da Indochina, mais conhecida como Guerra do Vietname, ela foi um importante ponto de demarcação do campo de batalha separando os dois territórios.
A Zona Desmilitarizada corria no sentido leste-oeste próximo ao centro do hoje Vietname, com extensão de mais de cem quilómetros por dois de largura, acabando numa praia ao leste, depois da passar cerca de cem quilómetros a norte da cidade imperial de Hué.
Em 21 de julho de 1954, a Conferência de Genebra reconheceu o Paralelo 17 N como uma 'linha provisória de demarcação militar', dividido temporariamente o país em dois Estados, o Vietname do Norte, comunista, e o Vietname do Sul, capitalista. Os acordos feitos em Genebra estabeleciam a realização de eleições em 1956, para determinar um governo nacional para o Vietname unido, mas elas nunca aconteceram.
Da sua residência na França, o imperador Bao Dai apontou Ngo Dinh Diem como primeiro-ministro do Vietname do Sul. Com apoio norte-americano, em 1955 Diem aproveitou-se de um referendo fraudulento para remover o imperador, para se declarar presidente da República do Vietname.
Assim, a luta pela posse de todo o território do Vietname começou entre o norte e o sul, e as forças militares de Diem foram impotentes para impedir que a guerra civil se alastrasse pelo país, o que acabou por levar, como resultado da intervenção internacional, à Guerra do Vietname.